# وایلد ۱۹۴۱
سیارک ۱۹۴۱ (به انگلیسی: 1941 Wild، نامگذاری:1931TN1) هزار و نهصد و چهل و یکمین سیارک کشف شده‌است که در ۶ اکتبر ۱۹۳۱ و در هایدلبرگ کشف شد.
قدر مطلق سیارک برابر ۱۱٫۵۰ است.